# Wind Tre
Wind Tre S.p.A. ist ein italienisches Telekommunikationsunternehmen mit Sitz in Rom und Rho. Das Unternehmen bietet dabei Mobilfunk, Festnetz, Internet und Kabelfernsehen über IPTV an. Wind Tre ist zusammen mit TIM und Vodafone sowie Iliad einer der vier italienischen Mobilfunknetzbetreiber.
Das Unternehmen ging am 31. Dezember 2016 aus der Fusion von H3G S.p.A. und Wind Telecomunicazioni S.p.A. hervor.

## Unternehmensgeschichte
Wind Tre S.p.A. entstand aus einem Joint Venture der CK Hutchison Holdings Limited (ehemals Hutchison Whampoa Limited), damaliger Besitzer des kleinsten Telekommunikationsunternehmens in Italien H3G S.p.A., sowie VimpelCom Ltd. mit ihrer damaligen Tochterfirma Wind Telecomunicazioni S.p.A. Am 6. August 2015 gaben CK Hutchison Holdings sowie VimpelCom den Unternehmenszusammenschluss bekannt, was am 1. September 2016 von der Europäischen Kommission genehmigt wurde sowie später auch am 25. September 2016 vom Ministerium für wirtschaftliche Entwicklung in Italien. Am 31. Dezember 2016 wurde die Fusion offiziell durchgeführt. Zum Zeitpunkt des Zusammenschlusses war es einer der größten Unternehmenszusammenschlüsse in Italien seit dem Jahr 2007. Damit wurde auch Italiens drittstärkster Mobilfunkbetreiber gegründet. Wind Tre S.p.A. ist im vollständigen Besitz von Wind Tre Italia S.p.A., kontrolliert von der VIP-CKH Luxemburg S.à.r.l. Am 23. Juni 2017 gab das Unternehmen bekannt, dass Jeffrey Hedberg neuer CEO wird und dabei Maximo Ibarra ersetzt. Seit dem Jahr 2018 ist der alleinige Aktionär des Unternehmens die CK Hutchison Holding. Am 15. Juni 2019 kündigten Wind Tre sowie FASTWEB eine zukünftige Zusammenarbeit im Bezug auf die jeweilige Infrastruktur an. Nach eigenen Angaben bediente das Unternehmen am Ende des Jahres 2019 aufgerundet 26,6 Millionen Kunden.
Trotz des Zusammenschlusses trat Wind Tre weiterhin mit den beiden Marken Wind und 3 Italia am Markt auf, unabhängig voneinander.
Am 6. März 2020 wurde offiziell die neue Marke WINDTRE veröffentlicht, im Zuge dessen die Marken Wind sowie 3 Italia eingestellt wurden.
Am 24. Februar 2020 würde die Billigmarke Very Mobile von Wind Tre gegründet.
Im Jahr 2022 gab das Unternehmen an, 20,3 Millionen Kunden zu bedienen was einen weiteren Rückgang von 2 % gegenüber dem zweiten Halbjahr 2021 entspricht.

## Mobilfunknetz

### Aktuell

Wind Tre Unification

- Zulieferer: 60 % ZTE; 40 % Ericsson
- Sendeanlagen: 19.000 – 20.000
- Frequenzen: 800 + 1800 + 2100 + 2600 LTE, 900 + 2100 UMTS, 900 GSM
- Netzwerkkennungen: 22288 + 22299
- 5G: im Ausbau
- 4G: flächendeckend aktiv[20]; Meist mehrere Frequenzen pro Sendeanlage
- 3G: Trotz teilweiser Abschaltung flächendeckend aktiv. Keine komplette Abschaltung geplant.
- 2G: Trotz teilweiser Abschaltung flächendeckend aktiv. Keine komplette Abschaltung geplant.
- Anbindung: Richtfunk und Glasfaser

### Historisch

#### H3G
Vor der Fusion mit Wind besaß H3G nur ein kleines eigenes UMTS- sowie LTE-Netz, für 2G-GSM war das Netz des Betreibers Telecom Italia angemietet. Das Roaming im TIM-Netz war für die 3-Kunden meistens mit Zusatzkosten verbunden, ab 2015 bot H3G allerdings Datenpakete für das Roaming im TIM-Netz an.
Mit LTE wurden knapp 40 % der Bevölkerung abgedeckt, mit UMTS 94 %. Anfang 2014 ersteigerte H3G Frequenzen im 900-MHz-Bereich für UMTS, mit welchen die Basisstationen konstant aufgerüstet werden. H3G besaß als einziger Betreiber in Italien kein LTE-Spektrum im 805-MHz-Bereich und hatte dadurch Schwierigkeiten mit der LTE-Abdeckung in Gebäuden und im ländlichen Raum. H3G hatte im Jahr 2015 mehrere LTE-Advanced-Basisstationen in Betrieb genommen, allerdings nur zu Testzwecken – daher bewarb H3G LTE-A auch nicht. Ob das LTE-Advanced-Netz überhaupt zugänglich war, ist nicht klar, die auf den Carrier-Aggregation-Betrieb ausgelegten Zellen (bei derselben Cell-ID nur unterschiedliche Sektor-ID für die Zellen aus dem anderen Sektor) wurden bisher nur in unabhängigen Messungen gefunden. Ein weiteres Indiz für die nicht kommerzielle Nutzung war, dass die mit LTE-A ausgerüsteten Anlagen nie in Ortszentren lagen, sondern in abgelegenen Gebieten wie Autobahnausfahrten und Flughäfen.

#### Wind
Wind hatte, ähnlich wie Tre, ebenfalls eine kaum vorhandene ländliche LTE Abdeckung. LTE wurde vor allem auf LTE 800 gesendet, LTE 2600 gab es kaum. UMTS 2100 und 900 war in ganz Italien, dank einer konsequenten Ausbaustrategie um das Jahr 2015, nahezu flächendeckend und auf allen Sendeanlagen aktiv. 2G wurde hauptsächlich auf 900 MHz gesendet, innerhalb größerer Ortschaften wurde oft noch zusätzlich GSM 1800 abgesendet, welches jedoch laufend aufgrund sinkender Nutzerzahlen abgeschaltet wurde. Wind kaufte die Technik für den Nordosten Italiens und Rom ebenfalls bei Ericsson, für den Rest Italiens bei Nokia und Huawei. Der Großteil der Funkantennen auf den Sendestandorten Winds stammen von Huawei und Kathrein.

#### Netzfusion
Auch nach der Unternehmensfusion besaß Wind Tre Anfang 2017 noch getrennte Netze. Das Netz von Tre basierte dabei ausschließlich auf Technik von Ericsson sowie Antennen von Kathrein und Cellmax. LTE war damals nur innerhalb von Städten auf 1800 MHz und seltener zusätzlich auf 2600 MHz verfügbar. UMTS wurde immer auf 2100 MHz gesendet, in einigen Orten zusätzlich auch auf 900 MHz. 2G-GSM wurde von Tre Sendern nicht abgestrahlt, allerdings wurde eine Roamingvereinbarung mit TIM getroffen, welche sich jedoch auf 2G beschränkte.
In den Jahren vor der Fusion bereiteten Wind und Tre beide ihre Basisstationen auf das kommende LTE-Netz vor, es wurde jedoch selten effektiv aktiviert und der Ausbau von UMTS 900 wurde dem kommenden Standard gegenüber priorisiert. Wind nahm in dieser Zeit auch neue, vorher nicht angemietete Sender, in Betrieb, während Tre vor allem vorhandene Sendeanlagen erneuerte und ausbaute.
Wind Tre setzte 2017 im Netzausbau anfänglich ausschließlich auf ZTE, seit 2018 wird – je nach Provinz – auch Technik von Ericsson eingesetzt. Vorhandene Basisstationen werden auf die Hardware dieser beiden Anbieter umgerüstet. Antennen werden bei Huawei, Kathrein, Mobi und Comba gekauft.
Seit 2018 wurden UMTS und GSM teilweise abgeschaltet um LTE 1800 + 2100 in größeren Bandbreiten aktivieren zu können.
Anfang 2020[veraltet] soll der Umbau aller Basisstationen auf die neue Hardware abgeschlossen sein, es verbleiben noch einige Optimierungsarbeiten, dann ist die Netzfusion endgültig abgeschlossen.